# Polynemus melanochir
Polynemus melanochir és una espècie de peix pertanyent a la família dels polinèmids.

## Subespècies
- Polynemus melanochir dulcis (Motomura & Sabaj, 2002)
- Polynemus melanochir melanochir (Valenciennes, 1831)[5][6]